# Marco Torricelli
Marco Torricelli (Genova, 30 novembre 1957) è un fumettista italiano.

## Biografia
Marco Torricelli ha frequentato l'Istituto Tecnico per Ragionieri. Iniziò a lavorare come disegnatore nel 1975 per La Bancarella, inserto del quotidiano Il Lavoro, e nel 1979 realizzò alcune strisce del personaggio comico Gudrun per Eureka. Nel 1982, entrò a far parte dello staff di If Edizioni, attraverso il quale lavorò per la Sergio Bonelli Editore, disegnando storie di Candy Candy, Topolino e il Piccolo Ranger. Nel 1986 esordisce su Zagor lavorando principalmente su sceneggiature di Marcello Toninelli, ma lo abbandona nel 1991 per pubblicare delle storie completamente sue. Nel frattempo realizzò molte copertine per la rivista scolastica Andersen - Il mondo dell'infanzia. Dal 1988, abbandonato lo staff di If Edizioni, disegnò alcune avventure per le riviste Zodiaco, Corto Maltese (la prima fu Cappuccio da monaco sul n°5 del 1988), Magic Girl e L'Eternauta (nel 1992 pubblicò due sue storie fantasy della serie Dragoland) su sceneggiature del fratello Alessandro. Nel 1993 lavorò per la Dardo, disegnando un episodio di Gordon Link, e per la rivista Moby Dick. Nel 1995 tornò a disegnare Zagor e nel 2001 esordì su Dampyr. Fra il 2004 e il 2008 ha frequentato un corso di studi all'Accademia Ligustica di Belle Arti e, dal 2007, disegna per il mensile religioso Messaggero di Gesù Bambino di Praga dei frati carmelitani scalzi di Arenzano. Nel 2011 ha debuttato su Tex con il numero 603, ha disegnato il primo Zagor Gigante e ha iniziato a collaborare con la Marvel Comics statunitense disegnando Thor: Whosoever Wields This Hammer n.1.